# HMAS Barcoo (K375)
HMAS Barcoo (K-375) (tudi F-375 in A-245) je fregata razreda river, ki je bila poimenovana po reki Barcoo v Queenslandu.

## Zgodovina
Gradnja se je začela 21. oktobra 1942 v Cockatoo Docks and Engineering Company Limited (Sydney, New South Wales). Splovitev je bila opravljena 26. avgusta 1943 in 17. januarja prihodnje leto je bila sprejeta v uporabo.
25. septembra 1956 so jo umaknili iz uporabe in jo 7. decembra 1959 reaktivirali kot nadzorno plovilo. Dokončno so jo umaknili iz uporabe 21. februarja 1964 in jo 15. februarja 1972 prodali kot staro železo N. W. Kennedy Limited (Vancouver, Kanada).